# Live from Under the Brooklyn Bridge
Live from Under the Brooklyn Bridge – cyfrowe EP rockowej grupy U2. Było dostępne poprzez iTunes w Stanach Zjednoczonych i Kanadzie od 8 grudnia 2004 roku. Cztery utwory zostały wydane tylko jako pliki ACC .m4p.
Wszystkie piosenki zostały nagrane na żywo, 22 listopada 2004 roku podczas koncertu „niespodzianki” w Brooklynie, Nowym Jorku pod Mostem Brooklińskim w Empire-Fulton Ferry State Park. Koncert odbył się po całym dniu kręcenia teledysku do utworu "All Because of You" w Nowym Jorku. Koncert był filmowany przez telewizję MTV.

## Lista utworów
1. "All Because of You" – 3:42
2. "Sometimes You Can’t Make It on Your Own" – 5:20
3. "I Will Follow" – 4:11
4. "Vertigo" – 3:32

## Członkowie
- Bono – wokal
- The Edge – gitara, instrumenty klawiszowe, wokal
- Adam Clayton – gitara basowa
- Larry Mullen Jr. – perkusja

## Wszystkie utwory
Lista zawierająca wszystkie piosenki wykonane podczas nowojorskiego koncertu 22 listopada 2004 roku.
1. "Vertigo"
2. "All Because of You" – wydany na cyfrowym EP
3. "Miracle Drug"
4. "Sometimes You Can't Make It On Your Own" – wydany na cyfrowym EP
5. "City of Blinding Lights" – jako cyfrowy singel dostępny poprzez iTunes w Europie i Australii
6. "Original of the Species"
7. "She's a Mystery to Me" – wydany na singlu "All Because of You" w Europie, Australii i Japonii
8. "Beautiful Day"
9. "I Will Follow" – wydany na cyfrowym EP

### Bisy
1. "Out of Control" – wydany na singlu "City of Blinding Lights" w Niemczech
2. "Vertigo" – wydany na cyfrowym EP